# Dekanat horodziłowski
Dekanat horodziłowski – jeden z dwunastu dekanatów wchodzących w skład eparchii mołodeczańskiej Egzarchatu Białoruskiego Patriarchatu Moskiewskiego.

## Parafie w dekanacie
- Parafia Opieki Matki Bożej w Bienicy
  - Cerkiew Opieki Matki Bożej w Bienicy
- Parafia św. Józefa Oblubieńca w Horodziłowie
  - Cerkiew św. Józefa Oblubieńca w Horodziłowie
- Parafia Świętej Trójcy w Lebiedziewie
  - Cerkiew Świętej Trójcy w Lebiedziewie
  - Kaplica Narodzenia św. Jana Chrzciciela w Lebiedziewie
- Parafia Świętej Trójcy w Markowie
  - Cerkiew Świętej Trójcy w Markowie
- Parafia św. Mikołaja Cudotwórcy w Morośkach
  - Cerkiew św. Mikołaja Cudotwórcy w Morośkach
- Parafia Przemienienia Pańskiego w Nasiłowie
  - Cerkiew Przemienienia Pańskiego w Nasiłowie
- Parafia Narodzenia Najświętszej Maryi Panny w Połoczanach
  - Cerkiew Narodzenia Najświętszej Maryi Panny w Połoczanach
- Parafia Świętych Cyryla i Metodego w Świrze
  - Cerkiew Świętych Cyryla i Metodego w Świrze
- Parafia św. Aleksandra Newskiego w Turcu-Bojarach
  - Cerkiew św. Aleksandra Newskiego w Turcu-Bojarach
- Parafia Wniebowstąpienia Pańskiego w Zaśkiewiczach
  - Cerkiew Wniebowstąpienia Pańskiego w Zaśkiewiczach

## Galeria

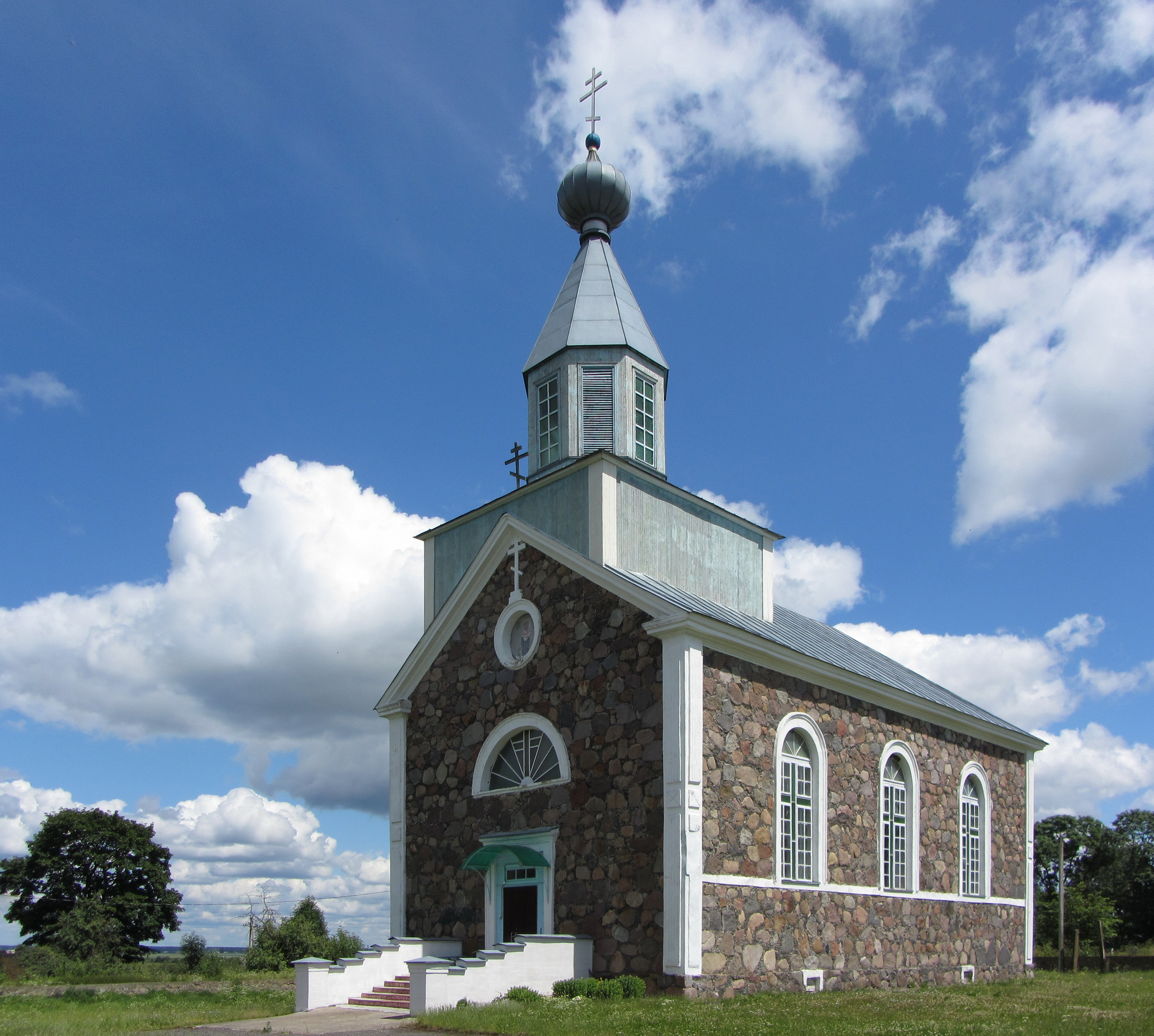
Cerkiew Opieki Matki Bożej w Bienicy
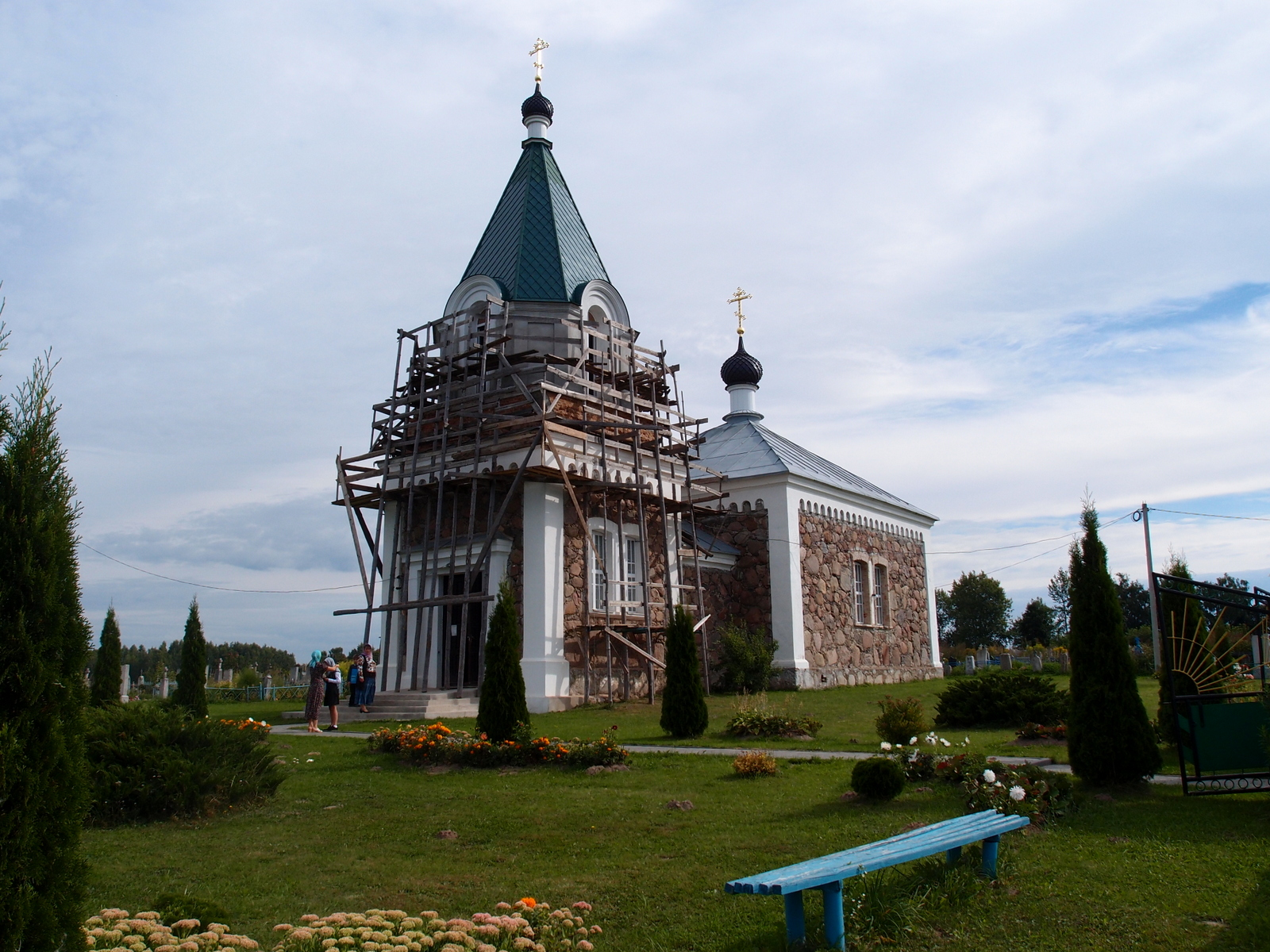
Cerkiew św. Józefa Oblubieńca w Horodziłowie
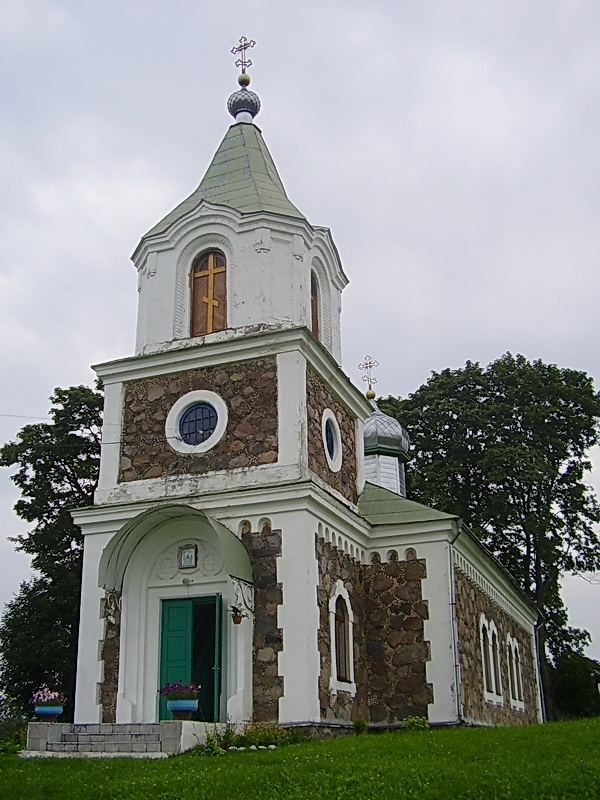
Cerkiew Świętej Trójcy w Markowie
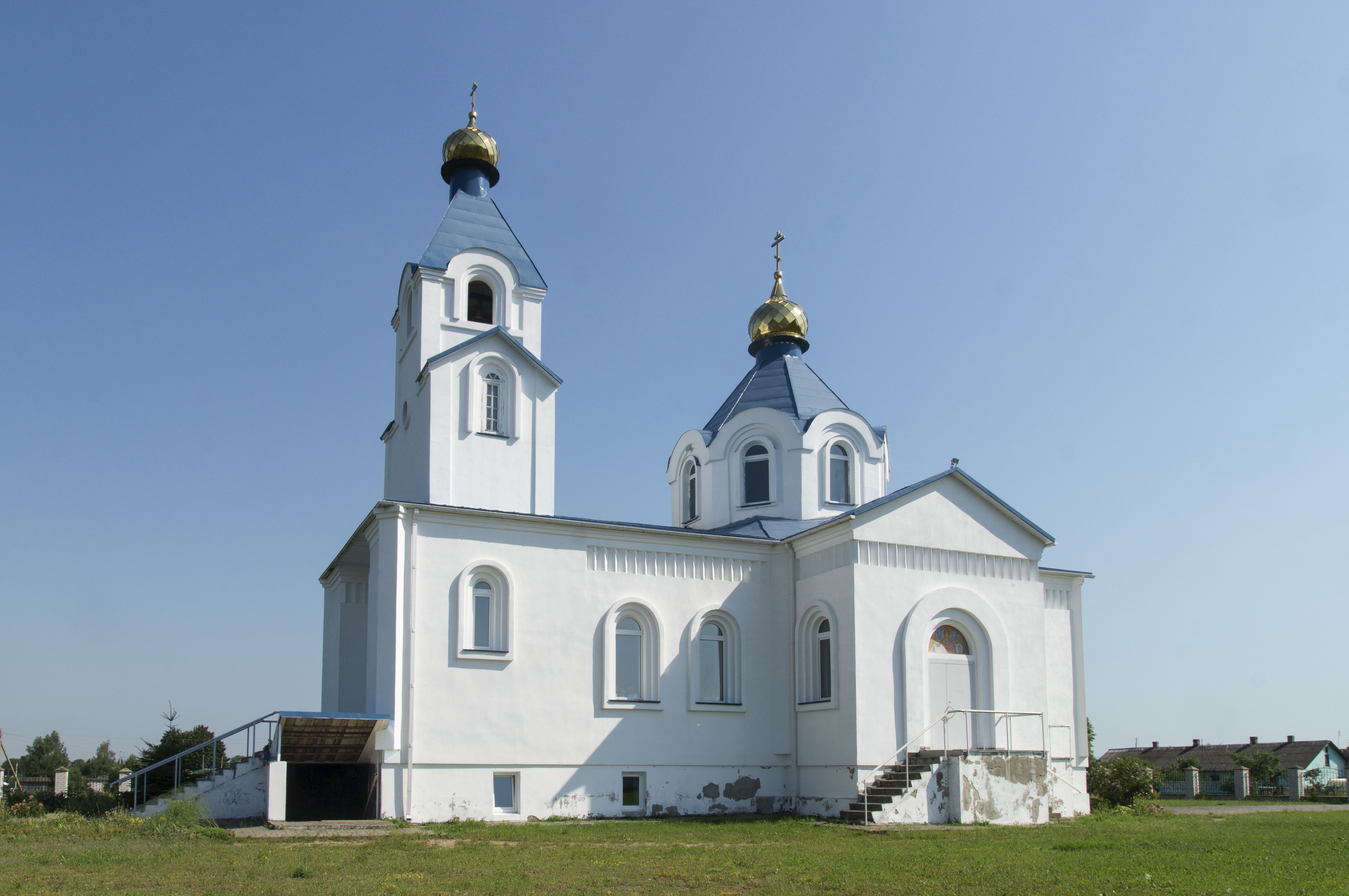
Cerkiew Przemienienia Pańskiego w Nasiłowie
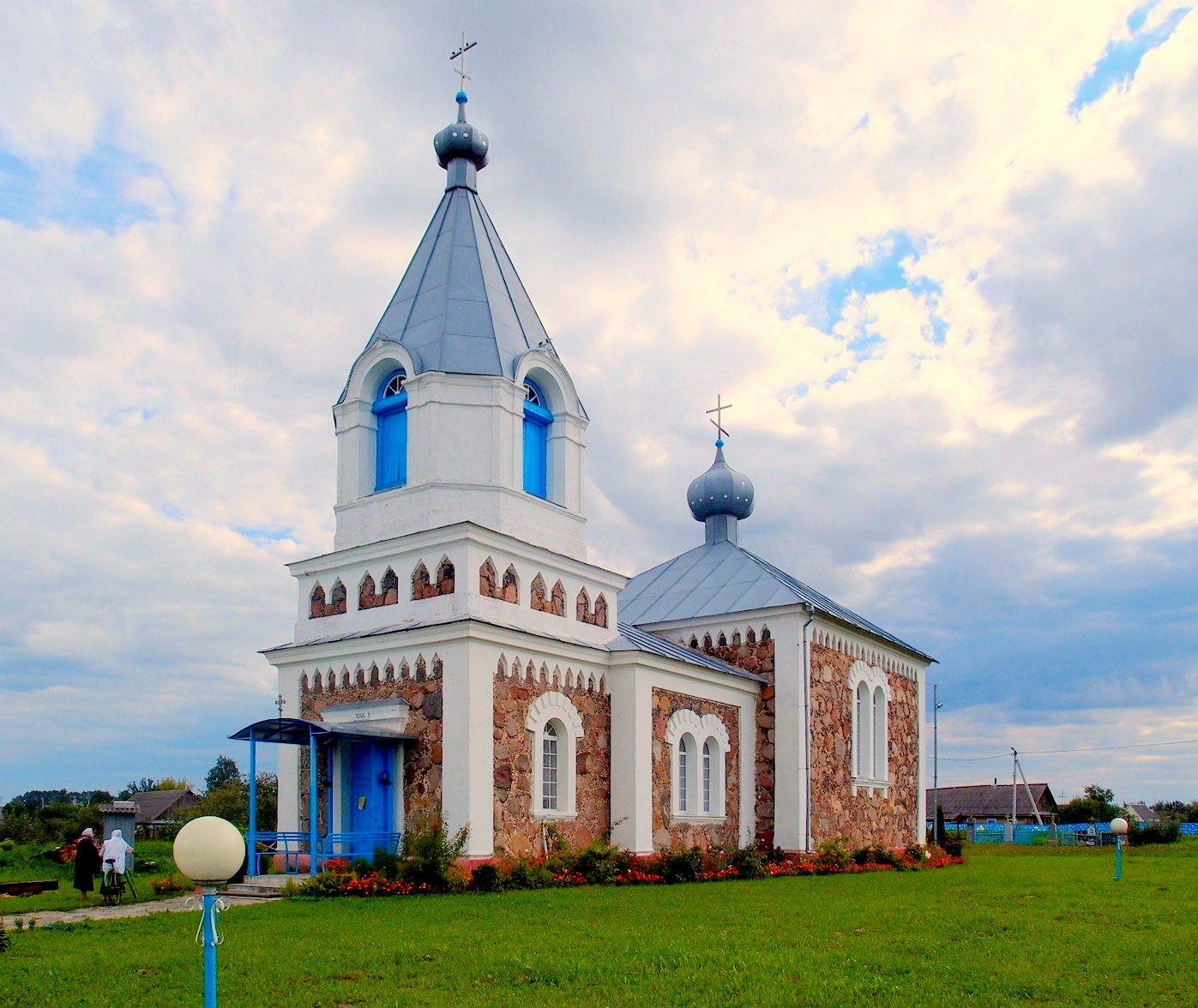
Cerkiew Narodzenia Najświętszej Maryi Panny w Połoczanach
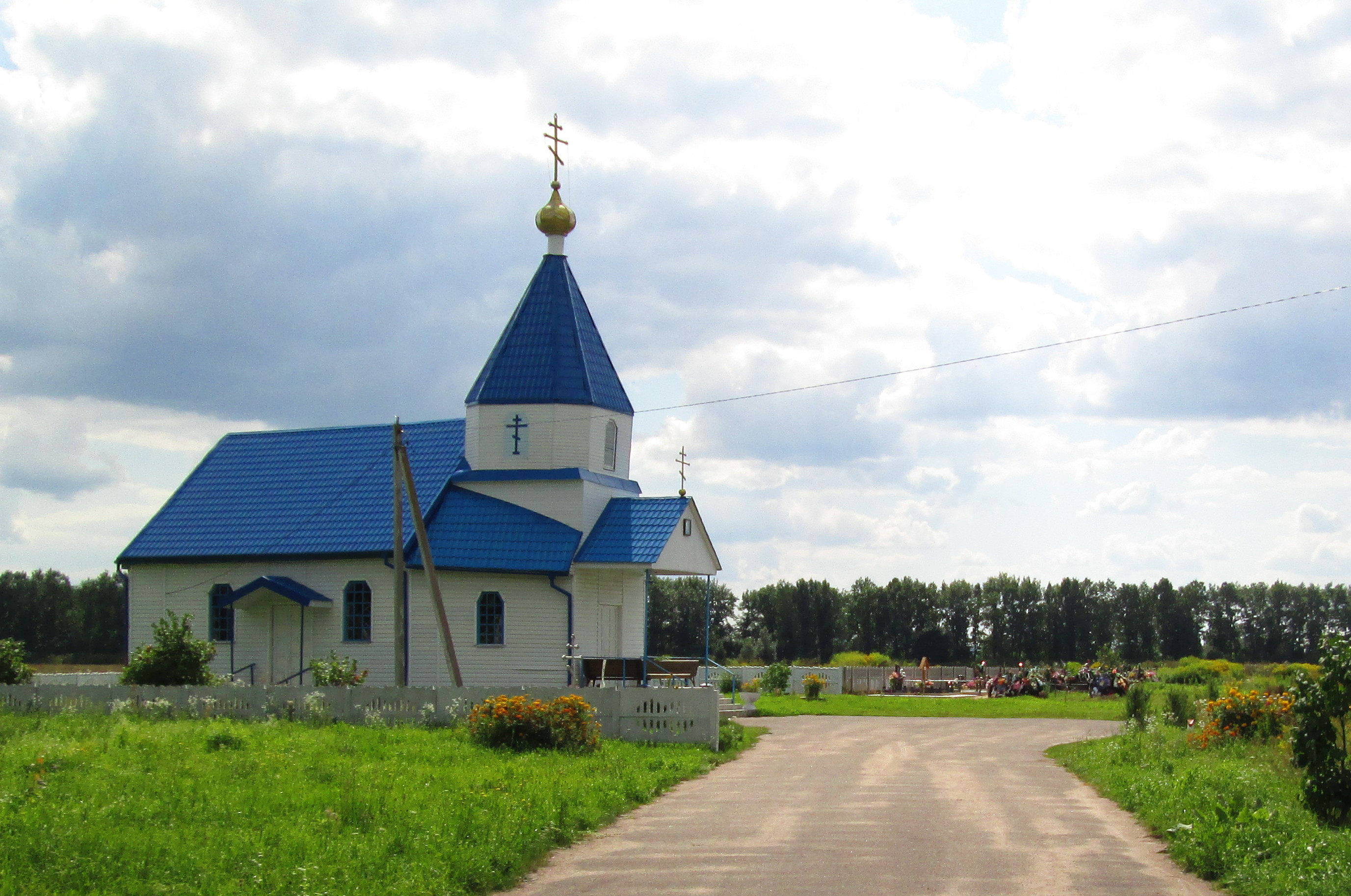
Cerkiew św. Aleksandra Newskiego w Turcu-Bojarach